# Charles-Éléonore Dufriche-Desgenettes
Pour les articles homonymes, voir Dufriche et Desgenettes.
Charles-Éléonore Dufriche-Desgenettes, né à Alençon le 10 août 1778 et mort à Paris le 25 avril 1860, est le fondateur de la confrérie du Très-Saint et Immaculé Cœur de Marie.

## Biographie
Durant sa jeunesse, Dufriche-Desgenettes révèle un caractère malaisément contrôlable, en même temps qu’un grand courage. En 1792, alors que son père, juge à Chartres, a approuvé la Constitution civile du clergé, il a à peine 14 ans lorsqu’il prend le parti des prêtres insermentés. Il refuse de se confesser auprès d'un prêtre assermenté, vicaire général de l'évêque Nicolas Bonnet, lui rappelant le Bref du pape ordonnant aux ecclésiastiques qui ont prêté serment de se rétracter au plus tôt et déclarant illégitime l'élection des nouveaux évêques. Au cours de ses études au collège de Chartres, en 1793, alors que Louis XVI venait d'être guillotiné il refuse à deux reprises lors d'une distribution publique de prix de faire l'accolade à Jean Bon Saint-André, venu présider la cérémonie, au motif qu'il est un régicide, se contentant de faire un salut, il reçoit alors les applaudissements de ses labadens. Son père est nommé président du tribunal de Dreux, mais en mars 1794, il est arrêté et emprisonné à Dreux, ses biens sont confisqués. Devenue pauvre, la famille parvient à survivre en recevant des denrées gratuitement des fermiers de Dreux. Son père est libéré en août 1794 après la chute de Robespierre, à la suite d'un mouvement lancé par son fils, contraignant le concierge de la prison à libérer tous les prisonniers. Pendant l'hiver 1794-1795, le jeune Charles Desgenettes visite nuitamment, dans leurs cachettes, les prêtres insoumis de Dreux, et pourvoie à leurs besoins. L'église Saint-Pierre de Dreux étant fermée, un soir il propose aux femmes de Dreux d'y entrer pour y tenir des réunions publiques : la motion est adoptée, et le lendemain, à l'heure de midi, plus de 300 femmes se rassemblent sur la place et se rendent au district. À dessein, les hommes avaient été écartés, afin d'enlever à la manifestation tout caractère de revendication violente. Arrivé chez l'administrateur, Charles Desgenettes lui expose qu'il est envoyé au nom de toute la ville de Dreux pour réclamer les clés de l'église, et s'il n'a que des femmes à sa suite, c'est pour mieux souligner le caractère pacifique de sa démarche. L'administrateur finit par lui donner les clés de l'église. Aussitôt les 300 femmes prennent le chemin de l'église, y pénètrent en foule, renversent la muraille qu'on avait élevée devant l'autel et préparent l'ornementation pour la messe qui y est célébrée pendant la semaine sainte et à Pâques. Cette ouverture d'église au culte étant contraire à la loi, Paris envoie un commissaire avec un détachement de dragons pour la fermer et châtier les responsables. En raison du jeune âge de Charles Desgenettes, 16 ans, celui-ci renonce à le poursuivre. Effrayés des dangers auxquels leur fils s’expose avec audace et hardiesse, ses parents se retirent dans une campagne à Saint-Lomer. 
Dufriche-Desgenettes, nourrissait depuis longtemps un désir de se faire prêtre, auquel ses parents s’opposèrent longtemps. Ceux-ci ayant fini par céder à son appel, il commença ses études théologiques au retour d’un séjour forcé dans sa ville natale. Entré au séminaire de Sées en 1803, il fut ordonné prêtre le 9 juin 1805. Il fut successivement curé de Saint-Lomer et vicaire de Courtomer, du Plantis, de Gasprée et de Ferrières-la-Verrerie, vicaire à Argentan et curé de Montsort.
Dufriche-Desgenettes soigna, lors de la guerre d’Espagne, les prisonniers et contracta la typhoïde. Lorsque Napoléon Ier retint le pape Pie VII captif à Fontainebleau, il risqua sa vie en servant de messager entre le pape et le clergé fidèle. Pendant les Cent-Jours, il dut se cacher lors du retour de l’empereur au pouvoir pour s’être trop ouvertement réjoui de sa chute. Il eut un moment la pensée d’entrer chez les jésuites, mais ces derniers ne le reçurent pas dans leur corps.
Peu de temps après, il devint curé des Missions étrangères, et il y fit tant de bien dans cette paroisse et y acquit une telle estime et une si grande réputation que Mgr Frayssinous pensa un moment de le faire nommer évêque, mais son caractère difficile le fit écarter. Vint la révolution de 1830, qui l’obligea à nouveau à se réfugier en Suisse, officiellement sous prétexte de soigner une santé affaiblie. À Fribourg, où il passa deux ans, la cure de Genève et la cure française de Moscou lui furent offertes sans qu’il les acceptât. Deux ans après, le choléra éclata à Paris, et l’archevêque réclama ses services pour soigner les victimes. Quoique malade, il n’hésita pas un instant, et vint reprendre son poste aux Missions Étrangères, y déployant, comme par le passé, un zèle infatigable.
En 1832, après avoir refusé l’évêché de Verdun et l’évêché de la Corse, Dufriche-Desgenettes accepta la plus mauvaise paroisse de Paris, celle où l’impiété et la corruption étaient à leur comble : la paroisse des Petits-Pères. Pendant les quatre premières années, tous ses efforts s’avérèrent complètement stériles et bien souvent ce sont seulement une dizaine de fidèles qui assistent à ses messes. Il songeait à donner sa démission, lorsqu’il crut entendre, un jour, en célébrant la messe, une voix au fond du cœur qui lui disait de consacrer sa paroisse au Très-Saint et Immaculé Cœur de Marie. Après avoir longtemps lutté contre cette pensée, qui ne le quittait plus, il crut à une inspiration divine et céda en célébrant, le 11 décembre 1836, le premier office de la sainte Vierge.
Dès lors, les conversions commencèrent, un changement remarquable ne tarda pas à se manifester. Le 24 avril 1838, le pape Grégoire XVI éleva la petite Confrérie de Notre-Dame des Victoires au rang d’Archiconfrérie universelle. Pendant vingt-trois ans, Dufriche-Desgenettes présida fidèlement ses réunions du soir, montant lui-même en chaire, pour faire les recommandations, raconter les grâces obtenues et évangéliser le peuple réuni au pied des autels, se montrant toujours patient, bon et charitable en dépit de ses sautes d’humeur, qu’il n’arrivait pas, malgré ses efforts, à maitriser, et pour lesquelles il demandait publiquement pardon deux fois par an. Avec l’énergie qui le caractérisait, il avait travaillé à vaincre son caractère vif et impétueux, et il était devenu l’homme le plus doux, le plus patient, le plus affable qui se put voir, et aussi le plus humble. Les louanges le blessaient. Quand on lui parlait de sa réputation, et qu’il ne pouvait laisser voir son mécontentement, il disait avec enjouement : « Mon nom, mon nom, c’est une savate qui court le monde. » Sa charité égalait son humilité : jamais il ne rencontra une misère sur son chemin sans la secourir.
Usée par d’excessives fatigues, sa vie se mit tout à coup à décliner rapidement ; le 4 novembre 1859, il célébra la messe pour la dernière fois, mais il continua cependant encore quelque temps d’entendre les confessions et de se trainer aux offices, où il était un sujet de grande édification par son recueillement et sa piété. Il garda la chambre trois semaines, reçut les derniers sacrements le 20 avril 1860, et rendit son âme à Dieu le 25 du même mois. Il eut pour exécuteur testamentaire le sénateur Amédée Thayer (1799-1868) dont il était le directeur spirituel et qui avait fait construire à Touvent (commune de Châteauroux dans l'Indre) une chapelle qui reprenait le vocable de Notre-Dame-des-Victoires. 
En mourant, il légua ses papiers à un de ses prêtres, l’abbé Défossés, qui les a publiés en 4 vol. in-12, renfermant 146 prônes, instructions et sermons. Dufriche-Desgenettes, qui tremblait chaque fois qu’il devait annoncer la parole de Dieu, craignant qu’en passant par sa bouche, les vérités chrétiennes ne fussent affaiblies et ne perdissent de leur efficacité, apportait toujours beaucoup de soin à la préparation de ses prônes et de ses instructions. La religion se retrouve là tout entière, avec ses dogmes, sa morale, son culte, ses mystères et ses sacrements. Sa parole était claire, nette, précise, exempte de vague, de diffusion et d’incertitude ; elle éclairait et instruisait en établissant doucement mais solidement, par la force de la vérité, la conviction dans l’esprit. Sobre, choisissant habilement les traits les plus saillants, les plus accessibles à l’auditoire, les plus propres à faire saisir et comprendre la vérité qu’elle a pour but de démontrer, cette parole accuse une grande science théologique, une doctrine forte et saine, un zèle ardent pour le salut des âmes dans son auteur.

## Publications
- Manuel d’instruction et de prières, 10e édit., 1844, in-12.
- Vie du R. P. Libermann, fondateur de la Congrégation du Saint-Cœur de Marie, Le Mans, 1855, in-8°.
- Œuvres inédites contenant des Sermons, Prônes, etc., avec Notice biographique, Paris, 1860, 4 vol. in-12.

## Iconographie
Un portrait de l'abbé Desgenettes, exécuté à la demande de son ami le sénateur Amédée Thayer et conservé à Notre-Dame-des-Victoires, est l'oeuvre du peintre Joseph-Désiré Court (1797-1865).  

## Sources
- Revue du Monde Catholique, t. 3, Paris, 1862, 96 p. (lire en ligne), p. 68-70.
- Henry J. Koren (trad. Joseph Bouchaud), Les Spiritains : trois siècles d’histoire religieuse et missionnaire : histoire de la Congrégation du Saint-Esprit, Paris, Beauchesne, 1982, 633 p. (ISBN 978-2-7010-1046-5, lire en ligne), p. 204.